# Местрино

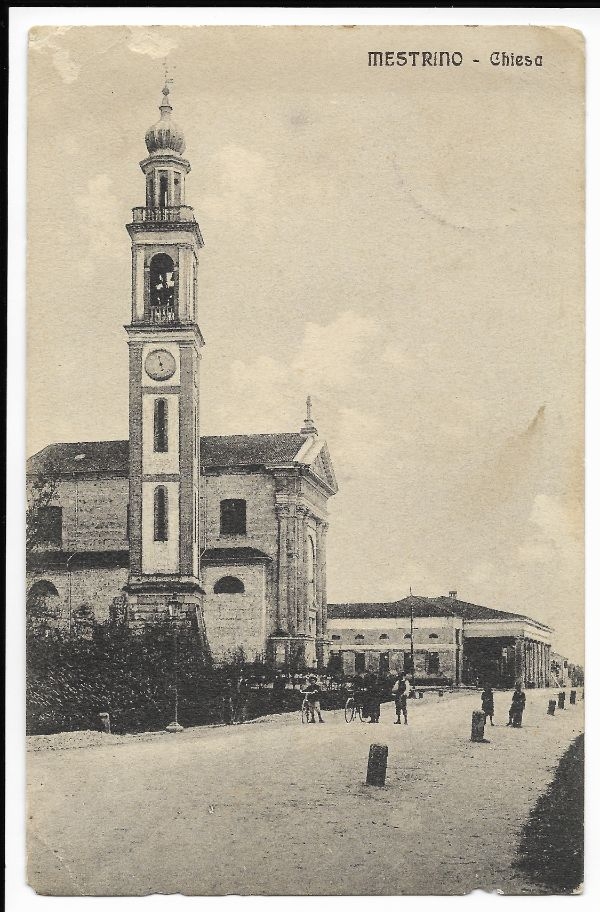
Местрино, 1916 рік

Местрино (італ. Mestrino, вен. Mestrin) — муніципалітет в Італії, у регіоні Венето, провінція Падуя.
Местрино розташоване на відстані близько 400 км на північ від Рима, 45 км на захід від Венеції, 10 км на північний захід від Падуї.
Населення — 11 443 особи (2014).
Покровитель — святий Варфоломій.

## Демографія
Населення за роками:

Станом на 1 січня 2023 року в муніципалітеті офіційно проживало 1530 іноземців з 60 країн, серед них 658 громадян країн Євросоюзу та 16 громадян України.

## Сусідні муніципалітети

Местрино на карті провінції Падуя

- Камподоро
- Гризіньяно-ді-Цокко
- Рубано
- Сакколонго
- Веджано
- Віллафранка-Падована